# Alfredo Stroessner

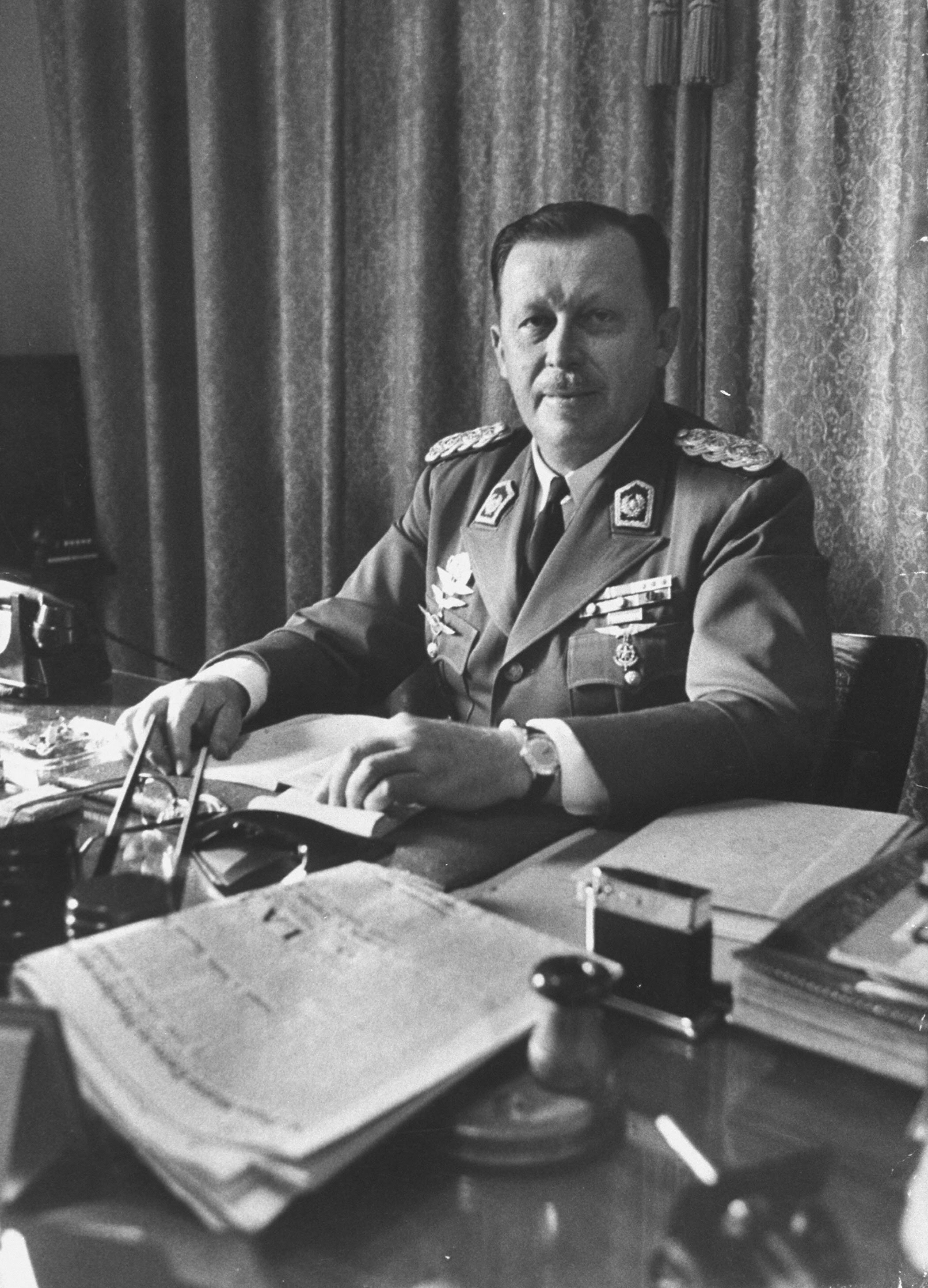
General Stroessner, 1959

Alfredo Stroessner Matiauda (auch Strössner oder Strößner; * 3. November 1912 in Encarnación; † 16. August 2006 in Brasília) war ein paraguayischer General und Diktator. Er amtierte vom 15. August 1954 bis zum 3. Februar 1989 als Präsident von Paraguay.
Zwischen dem 4. und 7. Mai 1954 führte er einen Putsch gegen die Regierung von Präsident Federico Chaves Careaga an, wobei der Putsch von der Armee und der Colorado-Partei unterstützt wurde, der Alfredo Stroessner angehörte. Nach den Parlamentswahlen vom 11. Juli 1954, bei der Stroessners Colorado-Partei als einzige Partei zugelassen war, wurde er vom Parlament zum Präsidenten gewählt.
Am 2. und 3. Februar 1989 führte Generalmajor Andrés Rodríguez Pedotti, bis dahin Stroessners rechte Hand, mit Unterstützung der Armee einen erfolgreichen Putsch durch. Stroessner wurde wenige Tage später ins Exil nach Brasilien geschickt, wo er die letzten 17 Jahre seines Lebens verbrachte und schließlich am 16. August 2006 an den Folgen einer Krankheit starb.

## Leben
Stroessners Vater war Hugo Strößner, der aus dem oberfränkischen Hof an der Saale stammte und als Buchhalter in einer Brauerei arbeitete. 1898 wanderte Strößner nach Paraguay aus, wo er die Paraguayerin Heriberta Matiauda heiratete, mit der er drei Kinder hatte. Heriberta Matiauda stammte aus einer wohlhabenden paraguayischen Familie spanischer Criollo-Abstammung.
Alfredo Stroessner wurde im März 1929 im Alter von 16 Jahren als Kadett in der Militärakademie von Asunción angenommen und zwei Jahre später zum Leutnant ernannt. Ab 1932 nahm er am Chacokrieg zwischen Bolivien und Paraguay teil und erreichte 1948 den Rang eines Brigadegenerals. 1953 wurde er Oberbefehlshaber der Armee und General.

### Putsch und Amtszeiten
Am 6. Mai 1954 entmachtete er den amtierenden Präsidenten Federico Chaves durch einen Militärputsch. Tomás Romero Pereira wurde als Übergangspräsident eingesetzt. Am 11. Juli 1954 wurde Stroessner als einziger Kandidat vom Kongress Paraguays per Akklamation zum Staatspräsidenten gewählt. Am 15. August 1954 übergab Romero sein Amt an Stroessner, der es acht Amtszeiten lang innehatte.
Paraguay konnte unter Stroessners Herrschaft wirtschaftliche Erfolge erzielen. In groß angelegten Werbekampagnen in Deutschland wurde paraguayisches, „menschenleeres“ Land in westdeutschen Zeitungen angeboten. Die Kapitalgeber wurden durch Investitionsschutz und Hermesbürgschaften abgesichert. Das Auswärtige Amt in Bonn betrachtete den Antikommunisten Stroessner als treuen Verbündeten im Kalten Krieg, zumal er seine schützende Hand über die 40.000 Deutschen hielt, die nach dem Zweiten Weltkrieg nach Paraguay eingewandert waren, darunter viele Nationalsozialisten. Stroessner unterdrückte Widersacher wie die „Liga Agraria“ (Bauernliga), die Kommunistische und die Liberale Partei.
Mit 35 Jahren war seine Regierungszeit nach der von Fidel Castro die zweitlängste in Lateinamerika. Er regierte autoritär und besetzte alle wichtigen Positionen mit seinen Parteigängern von der Colorado-Partei. Erst im April 2008 unterlag diese bei den Präsidentschaftswahlen einem Mitte-links-Bündnis. Außenpolitisch positionierte sich Stroessner vor allem als strikter Antikommunist, was ihm die finanzielle Unterstützung durch die USA einbrachte. 1968 stattete Stroessner den USA einen Staatsbesuch ab. Stroessner soll den USA auch angeboten haben, paraguayische Truppen nach Vietnam zu schicken, um die USA im Vietnamkrieg zu unterstützen, und bot Hilfe bei der Invasion der Dominikanischen Republik an. Nach offiziellen Angaben „verschwanden“ unter Stroessners Herrschaft etwa 400 Menschen (Desaparecidos genannt), während unabhängige Schätzungen von über 3000 Todesopfern ausgehen. Sehr viele Oppositionelle wurden gefoltert oder inhaftiert, viele gingen ins Exil. Daneben unterhielt Stroessner auch gute Kontakte zu anderen südamerikanischen Diktaturen, unterstützte Militärputsche in anderen südamerikanischen Ländern und kooperierte mit den Militärregimes in Brasilien, Uruguay, Argentinien und Chile beim Informationsaustausch und der Verfolgung linker Aktivisten im Rahmen der Operation Condor. Den französischen Drogenhändler und Vichy-Kollaborateur Auguste Ricord ließ er gewähren.
1972 wurde Stroessner durch den deutschen Ethnologen Mark Münzel und andere vorgeworfen, für den Genozid an den Aché verantwortlich zu sein. Die Aché wurden gewaltsam in die Mbaracayú-Region vertrieben, dort systematisch verfolgt, es wurden Razzien veranstaltet, und sie wurden getötet. Ihre Kinder wurden verkauft und an paraguayische Familien übergeben. Aufgrund mangelnder medizinischer Versorgung sollen bei der Vertreibung und Umsiedlung ca. 38 % der Aché an Krankheiten gestorben sein.
Eines der größten Projekte unter Stroessners Herrschaft war der Bau des Itaipú-Staudammes, des momentan zweitgrößten Wasserkraftwerks der Welt nach dem Drei-Schluchten-Damm in China. Stroessner initiierte viele Infrastrukturprojekte, vor allem im Straßenbau. Er versprach jedem Soldaten, der sich verpflichtete, das Land zu bebauen, zum Ablauf seines Dienstes ein Grundstück von zwanzig Hektar für einen geringen Kaufpreis; über 10.000 Soldaten nahmen dieses Angebot an.

### Entmachtung und Exil
General Andrés Rodríguez, Oberbefehlshaber der Armee (und Schwiegervater von Stroessners Sohn Hugo Alfredo) entmachtete Stroessner durch einen Militärputsch am 3. Februar 1989. Stroessner floh nach Brasilien, wo er bis zu seinem Tod blieb, und entzog sich damit einer Anklage wegen Menschenrechtsverletzungen. Sein Sohn war ebenfalls nach Brasilien geflohen; er stand unter dem Verdacht, sich bei Grundstücks- und Devisengeschäften unter Ausnutzung seiner familiären Stellung unrechtmäßig bereichert zu haben. Nach freien Wahlen wurde General Andrés Rodríguez Stroessners Nachfolger als Präsident.
Die im Osten Paraguays gelegene Stadt Puerto Flor de Lis, die Stroessner zu Ehren in Puerto Presidente Stroessner umbenannt worden war, wurde 1989 in Ciudad del Este umbenannt. Asuncións Flughafen, der während seiner Diktatur nach ihm benannt war, wurde später in Aeropuerto Internacional Silvio Pettirossi umbenannt.
Stroessner starb am 16. August 2006 im Alter von 93 Jahren. Die unmittelbare Todesursache war ein Schlaganfall. Er litt an einer Lungenentzündung, nachdem er sich einer Leistenbruch-Operation unterzogen hatte. Er wurde im August 2006 auf einem Friedhof im Süden der brasilianischen Hauptstadt Brasília beigesetzt. Die paraguayische Regierung wies alle Vorschläge zur Ehrung des verstorbenen Präsidenten innerhalb Paraguays vorsorglich zurück. Er hatte versucht, vor seinem Tod nach Paraguay zurückzukehren, um in seiner Heimat zu sterben, war jedoch von der Regierung zurückgewiesen und mit Verhaftung bedroht worden.
Die heutige Verfassung Paraguays sieht – unter anderem vor dem Erfahrungshintergrund von Stroessners Machtmissbrauch – nur eine einzige fünfjährige Amtszeit des Präsidenten ohne Möglichkeit der Wiederwahl vor. Das Verbot jeglicher Wiederwahl hat sich in der paraguayischen Politik so sehr verfestigt, dass 2017, als die Legislative über eine Änderung debattierte, die es dem damaligen Präsidenten Horacio Cartes erlaubt hätte, zur Wiederwahl anzutreten, massive Proteste die Colorado-Partei zwangen, diese Pläne aufzugeben.

## Auszeichnungen
Als Staatschef Paraguays erhielt Stroessner zahlreiche ausländische Auszeichnungen, so war er u. a. Träger des Ordens „De Mayo“ (Argentinien), des Orden vom Quetzal (Guatemala), des Orden de Isabel la Católica (Spanien) und des Ordens des Befreiers San Martin (Argentinien). 1973 verlieh der bayerische Ministerpräsident Alfons Goppel (CSU) Stroessner bei einem Besuch in Bayern den Bayerischen Verdienstorden.

## Historische Einordnung
Stroessners Zeit als Präsident von Paraguay ist einerseits von einem wirtschaftlichen Aufschwung, andererseits von einer an Totalitarismus grenzenden Diktatur gekennzeichnet. Seine Amtszeit war unter anderem geprägt von extremem Personenkult, massiver Begrenzung der Medienfreiheit, der Unterdrückung jeglicher politischer Opposition, systematischer Folter, extralegalen Hinrichtungen, Konzentrationslagern, der sexuellen Ausbeutung von Angehörigen indigener Ethnien und vielen anderen Verbrechen. Zudem bot er – neben anderen fragwürdigen Personen – in den Jahren 1959–1960 dem Lagerarzt von Auschwitz Josef Mengele und in den Jahren 1979–1980 dem nicaraguanischen Diktator Anastasio Somoza Debayle Unterschlupf in Paraguay. Als sich die wirtschaftliche Lage verschlechterte, führte das zu zunehmendem Unmut gegen den Regierungsstil Stroessners.
19 Jahre nach dem Ende der Diktatur legte die „Kommission für Wahrheit und Gerechtigkeit“ in Paraguay ihren Abschlussbericht über die Verbrechen des Stroessner-Regimes vor. Darin wird festgestellt, die Aché seien Opfer eines Völkermordes gewesen. Basierend auf dem Beweismaterial reichte 2013 eine internationale Juristengruppe bei der argentinischen Justiz eine Klage wegen Völkermordes ein, da paraguayische Stellen untätig geblieben waren. Im Rahmen der universellen Gerichtsbarkeit, nach der Verbrechen gegen die Menschheit nicht nur am Ort des Geschehens verfolgt werden dürfen, nahm der Richter das Verfahren an.

## Familie
Stroessner war mit Eligia Mora (26. Dezember 1910–3. Februar 2006) verheiratet. Das Paar hatte die Kinder Gustavo, Alfredo und Graciela. Alfredo Domínguez Stroessner, Sohn der Tochter Graciela, ist Senator.
Stroessner werden außerdem bis zu 30 uneheliche Kinder nachgesagt, welche er mit teilweise erst dreizehnjährigen Mädchen zeugte. Zudem wurden nach seiner Amtszeit diverse Sexualverbrechen Stroessners öffentlich. In einem Anwesen, welches einem hochrangigen General gehörte, wurden Mädchen überwiegend ländlicher Herkunft eingesperrt und von Stroessner und anderen stronistischen Funktionären als Sexsklavinnen gehalten.